# Calappidae
Calappidae es un familia de cangrejos de mar del orden de los decápodos descrita por Henri Milne-Edwards en 1837.

## Géneros
Contiene 16 géneros, de los cuales 7 solo se conocen como fósiles:
- Acanthocarpus Stimpson, 1871
- Calappa Weber, 1795
- † Calappella Rathbun, 1919
- † Calappilia A. Milne-Edwards, 1873
- Calappula Galil, 1997
- Cryptosoma Brullé, 1839
- Cycloes De Haan, 1837
- Cyclozodion Williams & Child, 1989
- Mursia A. G. Desmarest, 1823
- † Mursilata C.-H. Hu & Tao, 1996
- † Mursilia Rathbun, 1918
- † Mursiopsis Ristori, 1889
- Paracyclois Miers, 1886
- Platymera H. Milne Edwards, 1837
- † Stenodromia A. Milne-Edwards, 1873
- † Tutus Collins in Collins, Portell & Donovan, 2009

Los fósiles dentro de esta familia se pueden encontrar en sedimentos de Europa, Estados Unidos, México, América Central, Australia y Japón desde el Cretácico hasta ahora.